# Kanton Chambéry-Sud
Der Kanton Chambéry-Sud war von 1860 bis 2015 ein französischer Wahlkreis im Département Savoie, die einen Teil der Departementshauptstadt Chambéry umfasste. Die landesweiten Änderungen in der Zusammensetzung der Kantone brachten zum März 2015 die Auflösung des Kantons.

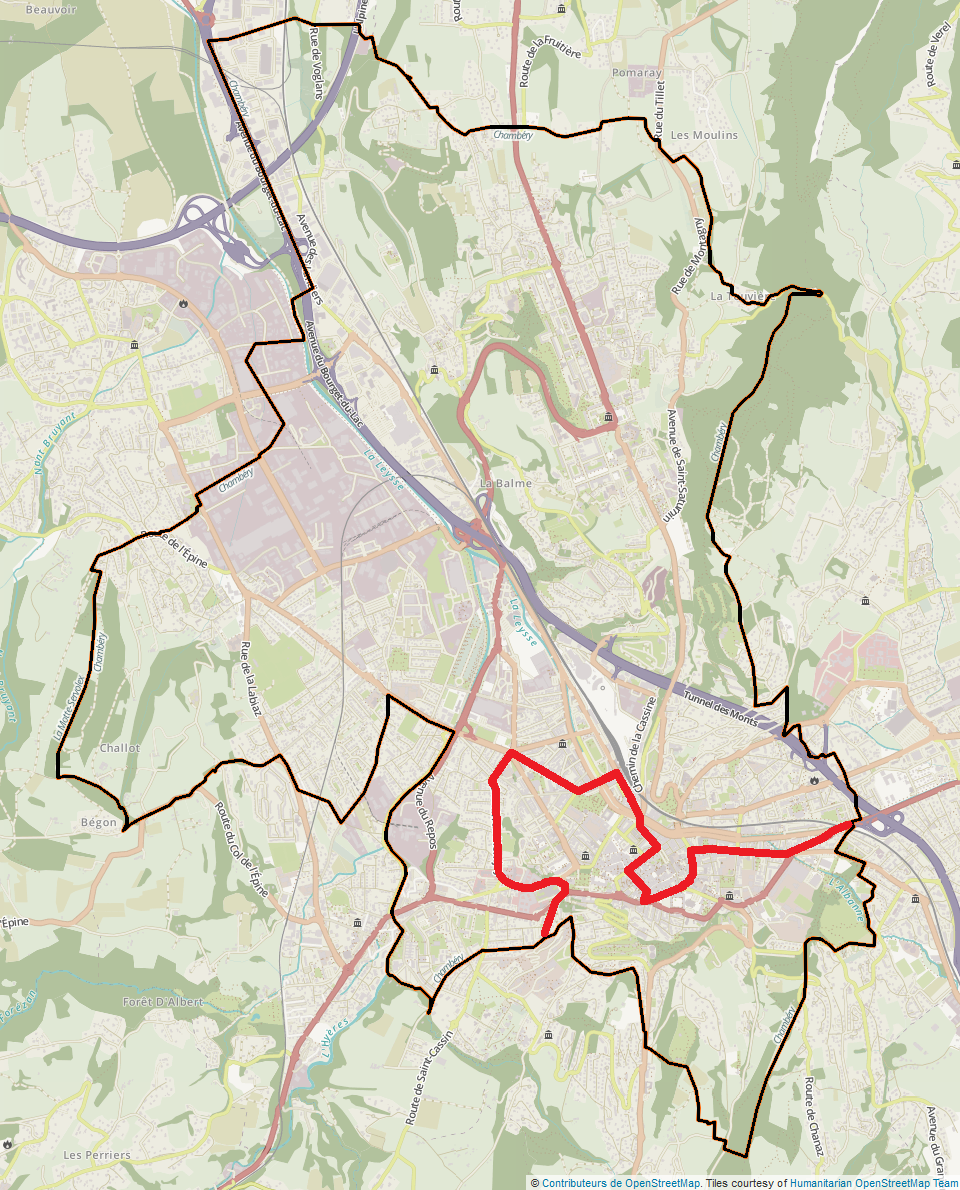
Canton de Chambéry-Sud.